# Тим Милер
Тимоти Милер (енгл. Timothy Miller; Форт Вошингтон, 10. октобар 1964) амерички је редитељ, продуцент и сценариста. Познат је као редитељ филмова Дедпул (2016) и Терминатор: Мрачна судбина. Аутор је серије Љубав, смрт и роботи (2019—данас).

## Биографија
Рођен је 10. октобра 1964. у Форт Вошингтону. Студирао је илустрацију и анимацију на колеџу.

## Филмографија

### Филмови
| Година | Српски назив               | Изворни назив | Редитељ    | Извршни продуцент | Напомене |
| ------ | -------------------------- | ------------- | ---------- | ----------------- | -------- |
| 2016.  | Дедпул                     |               | Да         | Не                |          |
| 2019.  | Терминатор: Мрачна судбина |               | Да         | Да                |          |
| 2020.  | Соников филм               |               | Не         | Да                |          |
| 2022.  | Соников филм 2             |               | Не         | Да                |          |
| 2024.  |                            |               | Непотписан | Да                |          |
| 2024.  | Соников филм 3             |               | Не         | Да                |          |

### Телевизија
| Година     | Српски назив         | Изворни назив | Редитељ | Сценариста | Извршни продуцент | Аутор | Напомене |
| ---------- | -------------------- | ------------- | ------- | ---------- | ----------------- | ----- | -------- |
| 2019—данас | Љубав, смрт и роботи |               | Да      | Да         | Да                | Да    |          |
| 2024—данас | Тајни ниво           |               | Не      | Да         | Да                | Да    |          |